# Por (priimek)
Por je priimek več znanih Slovencev:
- Grega Por (*1977), hokejist
- Marko Por (*1970), teniški igralec